# Stawiec (województwo warmińsko-mazurskie)
Stawiec – osada w Polsce położona w województwie warmińsko-mazurskim, w powiecie iławskim, w gminie Susz, na Pojezierzu Iławskim, w pobliżu jeziora Merynos.
W latach 1975–1998 miejscowość należała administracyjnie do województwa elbląskiego.